# إيزوسيانات

الصيغة العامة لمركبات إيزوسيانات

إيزوسيانات عبارة عن مجموعة وظيفية لها الصيغة العامة N=C=O–، حيث تعد متماكب (إيزمير) لمجموعة السيانات التي لها الصيغة العامة O–C≡N–. تتألف مجموعة إيزوسيانات من ذرة نيتروجين مرتبطة برابطة مضاعفة مع ذرة كربون والتي ترتبط بدورها مع ذرة أكسجين برابطة مضاعفة أيضاً. يرتبط الباقي العضوي R عن طريق ذرة النيتروجين. تعد مركبات إيزوسيانات استرات لحمض إيزوسيانيك.

## التحضير
تحضر مركبات الإيزوسيانات من تفاعل الأمينات الموافقة مع غاز الفوسجين حسب المعادلة:
تجري عملية التحضير بخطويتين، حيث يتشكل مركب بيني (مركب مرحلي) بين الخطوتين وهو كلوريد الكربأمويل Carbamoyl chloride، يتحرر من العملية جزيئين من كلوريد الهيدروجين، واحد في كل خطوة.

## الكيمياء
تتفاعل مجموعة إيزوسيانات مع الهيدروكسيل لتشكل الكربامات (رابطة يوريثان). وفي حال تفاعل مركب يحوي مجموعتي إيزوسيانات (ثنائي إيزوسيانات) مع مركب يحوي مجموعتي هيدروكسيل أو أكثر (بوليول) تتشكل سلسلة بوليمرية من بولي يوريثان.
في حال تفاعل مركبات ثنائي إيزوسيانات مع مركب يحوي أكثر من مجموعة أمين يتشكل لدينا بوليمر بولي يوريا.

## الآيزوسيانات والغذاء
حيث ان الأيزو سيانات يستخدم في صناعات عديد اليوريثين وهو ذو سمية عالية فان بعض هيئات مراقبة تلوث الغذاء بمواد التعبئة والتغليف مثل (EUC) هيئة المجتماعت الأوروبية توصي بعدم تجاوز متبقيات الايزوسيانات في المادة البلاستيكية المعدة لحفظ الغذاء مستوي 1 مجم/ كجم.